# 4444 Escher
4444 Escher eller 1985 SA är en asteroid i huvudbältet som upptäcktes den 16 september 1985 av de danska astronomerna Hans Ulrik Nørgaard-Nielsen, Leif Hansen och Per Rex Christensen vid La Silla-observatoriet. Den är uppkallad efter konstnären M.C. Escher.
Den tillhör asteroidgruppen Vesta.